# مامايي (غرغان)
مامايي (بالفارسية: مامایی) هي قرية تقع في قسم انجيرآب الريفي في إيران. يقدر عدد سكانها بـ 477 نسمة بحسب إحصاء 2016.